# Otso Virtanen
Otso Virtanen (Turku, 3 de abril de 1994) es un futbolista finlandés que juega en la demarcación de portero para el Ilves Tampere de la Veikkausliiga.

## Trayectoria
Su debut como profesional fue el 11 de septiembre de 2011 con el Åbo IFK en un partido de Veikkausliiga.

## Selección nacional
Ha sido parte de la selección de fútbol sub-21 de Finlandia sumando 11 partidos en ella.

## Estadísticas

### Clubes
Actualizado al último partido jugado el 24 de julio de 2022.
| TPS · Finlandia | 1.ª                 | 2011                | 1   | 0 | -  | - | -  | - | 1   | 0 | 0,00 |
| TPS · Finlandia | Total               | Total               | 1   | 0 | 0  | 0 | 0  | 0 | 1   | 0 | 0,00 |
| Åbo IFK · Finlandia | 3.ª                 | 2011                | 2   | 0 | -  | - | -  | - | 2   | 0 | 0,00 |
| Åbo IFK · Finlandia | 3.ª                 | 2012                | 18  | 0 | -  | - | -  | - | 18  | 0 | 0,00 |
| Åbo IFK · Finlandia | Total               | Total               | 20  | 0 | 0  | 0 | 0  | 0 | 20  | 0 | 0,00 |
| IFK Mariehamn · Finlandia | 1.ª                 | 2013                | 22  | 0 | 7  | 0 | -  | - | 29  | 0 | 0,00 |
| IFK Mariehamn · Finlandia | 1.ª                 | 2014                | 17  | 0 | 7  | 0 | -  | - | 24  | 0 | 0,00 |
| IFK Mariehamn · Finlandia | 1.ª                 | 2015                | 26  | 0 | 3  | 0 | -  | - | 29  | 0 | 0,00 |
| IFK Mariehamn · Finlandia | Total               | Total               | 65  | 0 | 17 | 0 | 0  | 0 | 82  | 0 | 0,00 |
| Hibernian F. C. Escocia | 1.ª                 | 2015-16             | 0   | 0 | 1  | 0 | -  | - | 1   | 0 | 0,00 |
| Hibernian F. C. Escocia | 1.ª                 | 2016-17             | 0   | 0 | -  | - | 1  | 0 | 1   | 0 | 0,00 |
| Hibernian F. C. Escocia | Total               | Total               | 0   | 0 | 1  | 0 | 1  | 0 | 2   | 0 | 0,00 |
| KuPS Kuopio · Finlandia | 1.ª                 | 2017                | 33  | 0 | 6  | 0 | -  | - | 39  | 0 | 0,00 |
| KuPS Kuopio · Finlandia | 1.ª                 | 2018                | 25  | 0 | 4  | 0 | 2  | 0 | 31  | 0 | 0,00 |
| KuPS Kuopio · Finlandia | 1.ª                 | 2019                | 25  | 0 | 4  | 0 | 4  | 0 | 33  | 0 | 0,00 |
| KuPS Kuopio · Finlandia | 1.ª                 | 2020                | 22  | 0 | 6  | 0 | 4  | 0 | 32  | 0 | 0,00 |
| KuPS Kuopio · Finlandia | 1.ª                 | 2021                | 5   | 0 | 5  | 0 | -  | - | 10  | 0 | 0,00 |
| KuPS Kuopio · Finlandia | 1.ª                 | 2022                | 1   | 0 | 3  | 0 | -  | - | 4   | 0 | 0,00 |
| KuPS Kuopio · Finlandia | Total               | Total               | 111 | 0 | 28 | 0 | 10 | 0 | 149 | 0 | 0,00 |
| Total en su carrera | Total en su carrera | Total en su carrera | 197 | 0 | 46 | 0 | 11 | 0 | 254 | 0 | 0,00 |
| (1) Incluye datos de Copa de Finlandia. (2) Incluye datos de Liga Europa de la UEFA y Liga de Campeones de la UEFA. (3) No incluye goles en partidos amistosos. |                     |                     |     |   |    |   |    |   |     |   |      |

## Palmarés

### Campeonatos nacionales
| Título            | Club            | País      | Año     |
| ----------------- | --------------- | --------- | ------- |
| Copa de Finlandia | IFK Mariehamn   | Finlandia | 2015    |
| Copa de Escocia   | Hibernian F. C. | Escocia   | 2015-16 |
| Veikkausliiga     | KuPS Kuopio     | Finlandia | 2019    |
| Copa de Finlandia | KuPS Kuopio     | Finlandia | 2021    |
| Copa de Finlandia | KuPS Kuopio     | Finlandia | 2022    |